# Seattle Seahawks 2004
La stagione 2004 dei Seattle Seahawks è stata la 29ª della franchigia nella National Football League. La squadra vinse per la prima volta la propria division dalla stagione 1999. Il Seahawks Stadium cambiò nome in Qwest Field quando Qwest ne acquistò i diritti il 2 giugno 2004.

## Scelte nel Draft 2004
| Scelte dei Seahawks nel Draft 2004 |                  |                  |                      |
| 1/23                               | Marcus Tubbs     | Defensive tackle | Texas                |
| 2/53                               | Michael Boulware | Defensive back   | Florida State        |
| 3/84                               | Sean Locklear    | Offensive guard  | North Carolina State |
| 4/116                              | Niko Koutouvides | Linebacker       | Purdue               |
| 5/157                              | D.J. Hackett     | Wide receiver    | Colorado             |
| 6/189                              | Craig Terrill    | Defensive tackle | Purdue               |
| 7/224                              | Donnie Jones     | Punter           | LSU                  |

## Roster
| Roster dei Seattle Seahawks nella stagione 2004 |
| --- |
| Quarterback - 4 Trent Dilfer - 8 Matt Hasselbeck Running Back - 37 Shaun Alexander - 32 Kerry Carter - 44 Heath Evans FB - 38 Mack Strong FB Wide Receiver - 85 Alex Bannister - 84 Bobby Engram - 82 Darrell Jackson - 80 Jerry Rice - 81 Koren Robinson - 89 Jerheme Urban - 87 Taco Wallace - 14 Jason Willis Tight End - 83 Ryan Hannam - 88 Itula Mili - 86 Jerramy Stevens Offensive Linemen - 52 J.P. Darche C - 62 Chris Gray G - 73 Wayne Hunter - 76 Steve Hutchinson G - 71 Walter Jones T - 75 Sean Locklear - 72 Chris Terry T - 61 Robbie Tobeck C - 77 Floyd Womack T - 70 Jerry Wunsch T Defensive Linemen - 99 Rocky Bernard DT - 78 Antonio Cochran DE - 97 Brandon Mitchell DE - 95 Rashad Moore DT - 56 Chike Okeafor DE - 91 Anton Palepoi DE - 93 Craig Terrill DT - 90 Marcus Tubbs DT - 96 Grant Wistrom DE - 98 Cedric Woodard DT Linebacker - 50 Solomon Bates - 94 Chad Brown - 57 Orlando Huff - 58 Isaiah Kacyvenski - 53 Niko Koutouvides - 49 Curtis Randall - 51 Anthony Simmons - 59 Tracy White Defensive Back - 27 Jordan Babineaux - 34 Terreal Bierria S - 28 Michael Boulware - 26 Ken Hamlin S - 21 Ken Lucas CB - 33 Marquand Manuel - 42 Kris Richard - 24 Bobby Taylor - 23 Marcus Trufant CB Special Team - 3 Josh Brown K - 9 Donnie Jones P - 20 Maurice Morris KR - 16 Tom Rouen P - 13 Ken Walter P |
| Legenda - I rookie sono in corsivo. - Il primo ruolo è il principale mentre gli eventuali successivi indicano i ruoli secondari. - (IR) sta per Injured Reserve ed indica la lista ristretta per un solo giocatore infortunato che può tornare ad allenarsi dopo la settimana 6 e a rientrare in prima squadra dopo che questa ha giocato 8 partite. - (NF-Inj.) / (NF-Ill.) stanno rispettivamente per Non-Football Injured e Non-Football Illness ed indicano le liste dove viene inserito un giocatore che ha un infortunio o una malattia non dipendente dal football americano. - (PUP) sta per Physically Unable to Perform ed indica la lista dove viene inserito un giocatore mentre è in attesa di recuperare la condizione fisica. Nella stagione regolare dopo la sesta partita giocata dalla propria squadra, il giocatore ha tempo tre settimane per riprendere ad allenarsi, più tre settimane aggiuntive dal suo rientro agli allenamenti per rientrare in prima squadra. |

## Calendario

### Stagione regolare
| Turno | Data               | Avversario             | Risultato          | Stadio                | Record             | Tabellino          | Pubblico           |                    |                    |
| 1     | 12/9/2004          | @ New Orleans Saints   | V 21-7             | Louisiana Superdome   | 1-0                | GameCenter         | 64.900             |                    |                    |
| 2     | 19/9/2004          | @ Tampa Bay Buccaneers | V 10-6             | Raymond James Stadium | 2-0                | GameCenter         | 65.089             |                    |                    |
| 3     | 26/9/2004          | San Francisco 49ers    | V 34-0             | Qwest Field           | 3-0                | GameCenter         | 66.709             |                    |                    |
| 4     | Settimana di pausa | Settimana di pausa     | Settimana di pausa | Settimana di pausa    | Settimana di pausa | Settimana di pausa | Settimana di pausa | Settimana di pausa | Settimana di pausa |
| 5     | 10/10/2004         | St. Louis Rams         | S 27-33 DTS        | Qwest Field           | 3-1                | GameCenter         | 66.940             |                    |                    |
| 6     | 17/10/2004         | @ New England Patriots | S 20-30            | Gillette Stadium      | 3-2                | GameCenter         | 68,756             |                    |                    |
| 7     | 24/10/2004         | @ Arizona Cardinals    | S 17-25            | Sun Devil Stadium     | 3-3                | GameCenter         | 35.695             |                    |                    |
| 8     | 31/10/2004         | Carolina Panthers      | V 23-17            | Qwest Field           | 4-3                | GameCenter         | 66.214             |                    |                    |
| 9     | 7/11/2004          | @ San Francisco 49ers  | V 42-27            | Monster Park          | 5-3                | GameCenter         | 64.423             |                    |                    |
| 10    | 14/11/2004         | @ St. Louis Rams       | S 12-23            | Edward Jones Dome     | 5-4                | GameCenter         | 66.044             |                    |                    |
| 11    | 21/11/2004         | Miami Dolphins         | V 24-17            | Qwest Field           | 6-4                | GameCenter         | 66.644             |                    |                    |
| 12    | 28/11/2004         | Buffalo Bills          | S 9-38             | Qwest Field           | 6-5                | GameCenter         | 66.271             |                    |                    |
| 13    | 6/12/2004          | Dallas Cowboys         | S 39-43            | Qwest Field           | 6-6                | GameCenter         | 68.093             |                    |                    |
| 14    | 12/12/2004         | @ Minnesota Vikings    | V 27-23            | Metrodome             | 7-6                | GameCenter         | 64.110             |                    |                    |
| 15    | 19/12/2004         | @ New York Jets        | S 14-37            | The Meadowlands       | 7-7                | GameCenter         | 77.894             |                    |                    |
| 16    | 26/12/2004         | Arizona Cardinals      | V 24-21            | Qwest Field           | 8-7                | GameCenter         | 65.825             |                    |                    |
| 17    | 2/1/2005           | Atlanta Falcons        | V 28-26            | Qwest Field           | 9-7                | GameCenter         | 66.740             |                    |                    |

## Playoff
| Turno     | Data     | Avversario     | Risultato | Stadio      | Tabellino  | Pubblico |
| Wild Card | 8/1/2005 | St. Louis Rams | S 20-27   | Qwest Field | GameCenter | 65.397   |

## Leader della squadra
| Leader della squadra   |                 |       |
| Categoria              | Giocatore       | N.    |
| Yard passate           | Matt Hasselbeck | 3.382 |
| Touchdown passati      | Matt Hasselbeck | 22    |
| Yard corse             | Shaun Alexander | 1.696 |
| Touchdown su corsa     | Shaun Alexander | 16    |
| Ricezioni              | Darrell Jackson | 87    |
| Yard ricevute          | Darrell Jackson | 1.199 |
| Touchdown su ricezione | Darrell Jackson | 7     |
| Sack                   | Chike Okeafor   | 8,5   |
| Intercetti             | Ken Lucas       | 6     |